# Peter Kooy
Peter Kooy   (Soest, 1954) és un cantant de la corda de baix neerlandès especialitzat en música barroca.

## Biografia
Kooij va començar la seva carrera musical als 6 anys com a noi del cor. Tanmateix, va començar els seus estudis musicals com a estudiant de violí. Va tornar a cantar, amb les classes de Max van Egmond al "Sweelinck Conservatorium" d'Amsterdam, que el 1980 va conduir a la concessió del diploma per interpretació en solitari.
La seva carrera internacional va començar el 1981 sota la direcció de Philippe Herreweghe, amb "La Chapelle Royale" i el "Collegium Vocale Gent", amb qui va interpretar principalment Johann Sebastian Bach, i també va interpretar Henri Dumont, Marc-Antoine Charpentier, Jean-Baptiste Lully, Heinrich Schütz i Jean Gilles. Des de mitjans dels anys noranta, gran part de la seva carrera es va dedicar a l'enregistrament de cantates completes de Bach amb el "Bach Collegium Japan", dirigit per Masaaki Suzuki.
El 2002 va fundar junt amb Monika Frimmer, Christa Bonhoff i Dantes Diwiak un quartet "Tanto Canto" per cantar diverses vegades la música a cappella, amb piano o amb conjunt. El quartet va enregistrar el 2005 fragments de les col·leccions Augsburger Tafel-Confect (abreviatura dOhren-vergnügendes und Gemüth-ergötzendes Tafel-Confect , en anglès: Augsburg Table Confectionery, Pleasuring the Ears and Delightful to the Soul) dels compositors Valentin Rathgeber i Johann Caspar Seyfert.
Kooij imparteix classes de cant al Reial Conservatori de La Haia des del setembre del 2005.

## Enregistraments
Amb [Philippe Herreweghe
- 1981: Motets pour la Chapelle du roy, Henri Dumont (Chapelle Royale)
- 1985: Motet Pour l'Offertoire de la Messe Rouge et Miserere H.219, Marc-Antoine Charpentier (Chapelle Royale)
- 1985: Grands Motets, Jean-Baptiste Lully (Chapelle Royale)
- 1985: St Matthew Passion, BWV 244, Johann Sebastian Bach (Chapelle Royale, Collegium Vocale)
- 1987: Musikalische Exequien, Heinrich Schütz (Chapelle Royale)
- 1988: Johannes Passion, BWV 245, Johann Sebastian Bach (Collegium Vocale, Orchestre de la Chapelle Royale)
- 1989: Weihnachts-Oratorium, BWV 248, Johann Sebastian Bach (Collegium Vocale)
- 1989: Les Lamentations de Jérémie, Roland de Lassus (Ensemble Vocal Européen de la Chapelle Royale)
- 1990: Cantata Am Abend aber desselbigen Sabbats, BWV 42, Johann Sebastian Bach (Chapelle Royale, Collegium Vocale)
- 1990: Magnificat, BWV 243 i Cantata Ein feste Burg ist unser Gott, BWV 80, Johann Sebastian Bach (Chapelle Royale, Collegium Vocale)
- 1990: Missae, BWV 234 i 235, Johann Sebastian Bach (Collegium Vocale)
- 1991: Cantates per a baix, BWV 56, 82 i 128, Johann Sebastian Bach (Chapelle Royale)
- 1990: Rèquiem, Jean Gilles (Chapelle Royale)
- 1991: Missae, BWV 233 i 236, Johann Sebastian Bach (Collegium Vocale)
- 1992: Cantates, BWV 131, 73 i 105, Johann Sebastian Bach (Collegium Vocale)
- 1992: Missa Viri Galilei, Palestrina (Ensemble Vocal Européen de la Chapelle Royale)
- 1993: Cantates, BWV 39, 93 i 107, Johann Sebastian Bach (Collegium Vocale)
- 1996: Geistliche Chormusik, Heinrich Schütz (Collegium Vocale)

Amb Masaaki Suzuki
- 1995-2008: cantates completes de Bach (Bach Collegium Japan)

Recitals en solitari
- Mein Herz té cantates alemanyes per a baix, violí i bc del segle xvii. - Bruhns Mein Herz ist bereit, Buxtehude, Tunder, Pachelbel, Rosenmüller, JP Krieger, Biber Nisi Dominus Cord Arte Ensemble, Pan Classics PC10211 2005
- De profundis clamavi - Weckmann, Bruhns, Geist, Buns, JC Bach. Armonia Sonora, Ramée 2007
- Harmonia Sacrae - Tunder An Wasserflüssen Babylon, Meder Gott hilf mir; Ach Herr, strafe mich nicht mit deinem Zorn, Christoph Weckmann Lamentatio Wie liegt die Stadt so wüste, Christoph Bernhard Sie haben meinen Herrn hinweggenommen, Buns Obstupescite Peter Kooij, Hana Blažíková, L'Armonia Sonora, dir. Mieneke van der Velden, Ramée. 2009.